# پیران (شهر)
پیران (به ایتالیایی Pirano) نام یکی از شهرهای اسلونی است که در سواحل دریای آدریاتیک واقع شده است. هر دو زبان اسلونی و ایتالیایی زبان‌های رسمی این شهر هستند.